# 伯明翰博物館和美術館
伯明翰博物館和美術館（英語：Birmingham Museum and Art Gallery，BM&AG）是位於英國英格蘭城市伯明翰的一座博物館和美術館。博物館內收藏有來自世界各地的眾多各種不同類型的藏品。博物館現在由伯明翰博物館信託管理。博物館平時免費開放，但有時舉辦特展時需收取費用。

## 外部連結
- BM&AG website（页面存档备份，存于）
- Pre-Raphaelite Online Resource（页面存档备份，存于） Over 2,000 Pre-Raphaelite images
- BM&AG collection online（页面存档备份，存于）
- Selection of BM&AG's Pinto Collection of Treen

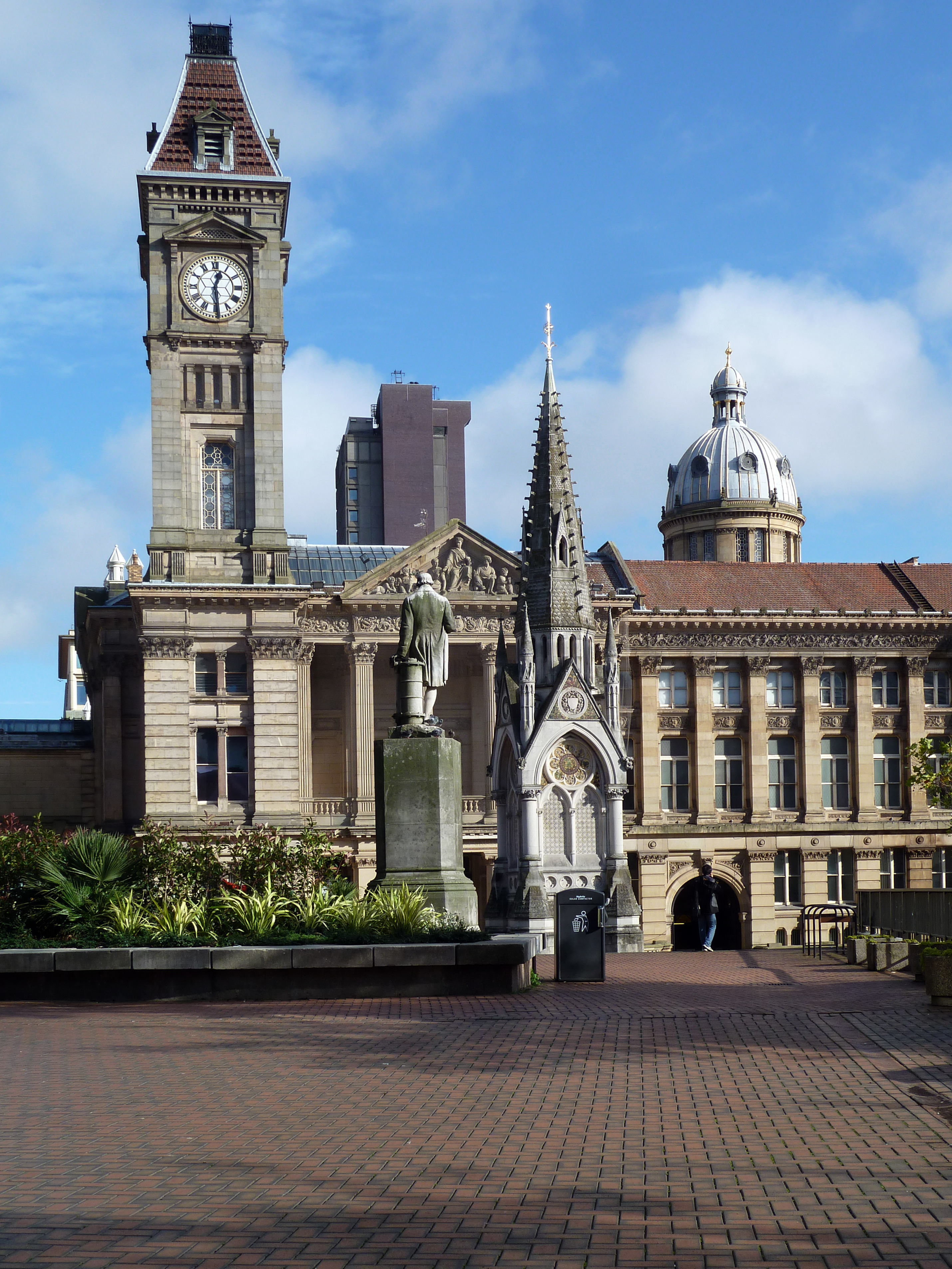
伯明翰博物館和美術館

- Paintings（页面存档备份，存于） from the Birmingham Museum and Art Gallery on VADS（页面存档备份，存于）

52°28′49.08″N 1°54′13.63″W / 52.4803000°N 1.9037861°W